# Clasificación facetada
El sistema de clasificación facetada permite representar una materia o tema combinando los conceptos que representan diferentes aspectos (facetas) de la misma. La clasificación de cualquier objeto de información se convierte así en un proceso analítico-sintético en el que después de identificar los conceptos que forman parte de una materia (fase de análisis) se crea un código uniendo las notaciones que corresponden a cada uno de ellos respetando la sintaxis del sistema (fase de síntesis). La primera clasificación de estructura facetada fue la Clasificación colonada de S.R. Ranganathan.

## Estructura y uso
La utilización en el campo de la Documentación de las clasificaciones facetadas está directamente ligada a las insuficiencias de las clasificaciones jerárquicas (monojerárquicas). Frente a la enumeración temática de los sistemas jerárquicos, los facetados se basan en el principio de que cualquier materia compleja se puede dividir en conceptos simples. Este principio se aplica a cada uno de los dominios cubiertos por el sistema (clases principales) que de esta forma quedan divididos en grupos de conceptos simples que comparten un atributo o propiedad común. Cada uno de estos grupos se denomina faceta. Los conceptos agrupados en cada faceta se organizan de forma jerárquica, reflejando relaciones paradigmáticas (género/especie, todo/parte). 
De esta forma, cualquier materia queda descompuesta en sus elementos constitutivos que, combinados entre sí y unidos en el momento de proceder a la clasificación de un documento concreto, consiguen una adaptación precisa a cada tema particular. Su estructura es analítica, las materias van a definirse por una combinación de atributos gracias al proceso de análisis-síntesis, evitando así las enumeraciones repetitivas de los sistemas jerárquicos. 
El código que representa una materia no está determinado a priori, se construye en el momento de la clasificación uniendo las notaciones que identifican los conceptos en cada una de las facetas. Por eso, en estos sistemas es fundamental establecer una sintaxis precisa que identifique cada faceta, que especifique las relaciones entre ellas y que regule el orden de citación para evitar que un mismo tema esté representado por códigos diferentes. 
Por ejemplo, Ranganathan propuso tres tipos básicos de facetas que aplicadas a cualquier campo del conocimiento (BC) dan lugar a grupos de conceptos bien diferenciados: Personalidad [P], Materia [M] y Energía [E]. Además, existen dos facetas universales aplicables a cualquier disciplina: Espacio [S] y Tiempo [T] . Utilizando este sistema, la materia Clasificación de libros en las bibliotecas infantiles españolas en el siglo XX quedaría representada por este código 2,61;43:51.541’N, que es el resultado de combinar las notaciones de los siguientes conceptos:
| Clase (BC)       | Biblioteconomía 2         |
| Personalidad [P] | Bibliotecas infantiles 61 |
| Materia [M]      | Libros 43                 |
| Energía [E]      | Clasificación 51          |
| Espacio [S]      | España 541                |
| Tiempo [T]       | Siglo XX N                |

Y de utilizar esta sintaxis: (BC), [P] ; [M] : [E] . [S] ‘ [T]

## Ventajas
Entre las ventajas de las clasificaciones facetadas está que participan de las características de los lenguajes relacionales y, gracias a la combinación, permiten expresar un concepto con mayor precisión y menor cantidad de elementos. Además esta circunstancia puede aprovecharse para aislar los conceptos en el momento de la recuperación, lo que las ha convertido en herramientas potencialmente muy útiles para recuperar información en la Web. La flexibilidad de estos sistemas también contribuye a que se adapten mejor a la renovación de conceptos en cualquier área de conocimiento, sin que ello suponga la renovación de la estructura básica del sistema. 
Desde el punto de vista teórico, la clasificación facetada rompe con la restricción que imponía a la clasificación tradicional la relación jerárquica vertical: combinando términos para expresar materias compuestas, introduce nuevas relaciones lógicas entre ellos, reflejando mucho mejor la complejidad de cualquier dominio del conocimiento. En realidad, su importancia se debe más a la influencia que han tenido sus planteamientos en los trabajos sobre teoría de la clasificación y en la elaboración de tesauros que en la implantación de los grandes sistemas que la tomaron como base estructural. En este sentido, destacan los trabajos que se realizaron en el marco de las actividades del Classification Research Group.